# Cloverdale (Ohio)
Cloverdale es una villa ubicada en el condado de Putnam en el estado estadounidense de Ohio. En el Censo de 2010 tenía una población de 168 habitantes y una densidad poblacional de 113,8 personas por km².

## Geografía
Cloverdale se encuentra ubicada en las coordenadas 41°1′9″N 84°17′59″O / 41.01917, -84.29972. Según la Oficina del Censo de los Estados Unidos, Cloverdale tiene una superficie total de 1.48 km², de la cual 1.46 km² corresponden a tierra firme y (1.05%) 0.02 km² es agua.

## Demografía
Según el censo de 2010, había 168 personas residiendo en Cloverdale. La densidad de población era de 113,8 hab./km². De los 168 habitantes, Cloverdale estaba compuesto por el 95.83% blancos, el 0.6% eran afroamericanos, el 0% eran amerindios, el 0% eran asiáticos, el 0% eran isleños del Pacífico, el 0.6% eran de otras razas y el 2.98% pertenecían a dos o más razas. Del total de la población el 2.98% eran hispanos o latinos de cualquier raza.